# Военно-космическая академия имени А. Ф. Можайского
Военно-космическая академия имени А. Ф. Можайского — старейшее из высших военных учебных заведений России, расположено в Санкт-Петербурге. Ведёт свою историю с 16 января 1712 года, когда Пётр I подписал указ о создании первой Инженерной школы.
В академии ведётся подготовка кадров для Воздушно-космических сил, органов управления Вооруженных Сил РФ, органов исполнительной власти РФ, в которых предусмотрена военная служба. Академия является системообразующим политехническим вузом Министерства обороны Российской Федерации, ведущим научным и учебным центром в сфере военно-космической деятельности, информационно-телекоммуникационных технологий и технологий сбора и обработки специальной информации.

## Академический профиль
Академия осуществляет подготовку специалистов по программам высшего и среднего профессионального образования: магистратура по трём специальностям (высшее образование); специалитет по 39 военным специальностям на девяти факультетах (высшее образование); шесть военных специальностей (среднее профессиональное образование).
По состоянию на 2020 год в академии работают 5 советов по защите докторских и кандидатских диссертаций, в которых в течение последних пяти лет успешно защищено более 150 докторских и кандидатских диссертаций, научной и образовательной работой занимаются 109 докторов наук; 720 кандидатов наук; 93 профессора; 331 доцент; 25 заслуженных деятелей науки Российской Федерации; 5 заслуженных работников высшей школы Российской Федерации; 6 заслуженных изобретателей Российской Федерации; 34 членов академий наук Российской Федерации; 16 лауреатов премии Правительства Российской Федерации; 5 почетных работников науки Российской Федерации; 71 почетный работник высшего профессионального образования.
В состав академии входят 12 факультетов (включая факультет среднего профессионального образования), военный институт (научно-исследовательский), отделы, службы и подразделения обеспечения.
В период с 1941 по 2010 год в академии проведено более 80 выпусков, подготовлено около 46 тысяч офицеров.
Академия стала первым вузом России, имеющим свою группировку малых космических аппаратов.

## История
В результате проведённых исследований Н. В. Саловым, Ю. А. Никулиным и О. Н. Сазоновым установлена историческая связь академии, как некоторой части всего инженерного образования в России, с Военной инженерной школой, основанной Петром I 16 (27) января 1712 года в Москве. В 1719 году школа была переведена в Санкт-Петербург.
Приказом Министра обороны Российской Федерации № 311 от 22 сентября 1994 года академии отдано старшинство со дня учреждения названной школы, учреждением высшего образования не являвшейся. Академия также была признана преемником не только инженерной школы, но и других военных учебных заведений России, которые ведут свою родословную от неё. Был установлен ежегодный праздник академии — 16 января.

### Военная инженерная школа
- 16 (27) января года 1712 Указ Петра I 2467. Именный в пунктах. ... 17. Школу инженерную умножить, а именно: сыскать мастера из Русских, который бы учил цифири, или на башню для сего учения посылать; и когда Арифметику окончат, учить Геометрию столько, сколько до инженерства надлежит, а потом отдавать Инженеру учить Фортификацию[5].
- 17 (28) марта года 1719 Указ Петра I 3330. Именный, объявленный из Военной Коллегии. О учреждении в Санкт-Петербурге Инженерной роты. Великий государь указал: учинить при Санкт-Петербурге Инженерную роту, а в тое роту взять с Москвы Инженерной роты учеников всех сколько их в той школе обретается; и Инженера, который при этой школе определён для учения школьников, с надлежащими их инструменты и со всем, что при них есть[8].

В 1724 году Инженерная школа переведена в деревянный дом на берегу реки Петровки, где впоследствии (1772) появилась Инженерная улица.
- 1733 г. — Инженерной школе переданы сооружения на Петербургской стороне, принадлежавшие графу, генерал-фельдмаршалу Бурхарду К. Миниху (в то время — президенту Военной коллегии, главе всех военных инженеров России).
- 1758 г. 12 мая — Указ Императрицы Елизаветы о создании соединённой Артиллерийской и инженерной шляхетской (дворянской) школы. Начальником соединённой шляхетской школы был утверждён инженер-капитан М. И. Мордвинов.
- 1758 г. 22 августа — Артиллерийская и Инженерная школы слиты в одно военно-учебное заведение — соединённая (объединённая) Артиллерийская и инженерная шляхетская школа (Артиллерийская школа переведена с Литейного двора на Инженерный двор, на Аракчеев, Алексей Андреевич Петербургскую сторону).

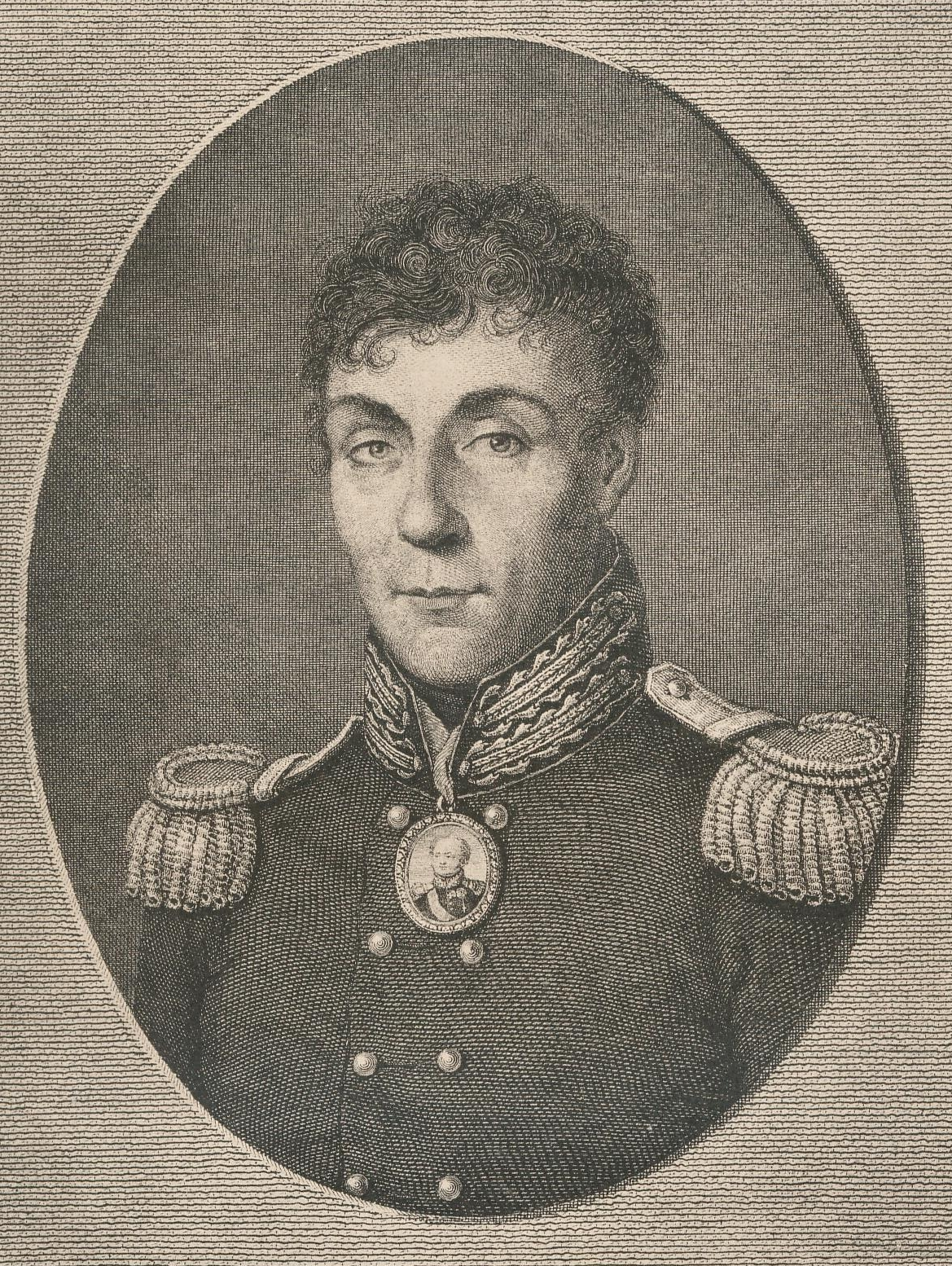
Аракчеев, Алексей Андреевич

- 1758 г. — в соединённой Артиллерийской и инженерной школе лекции по физике читает М. В. Ломоносов.
- 1761 г. — соединённую Артиллерийскую и инженерную шляхетскую школу оканчивает М. И. Кутузов. Природный талант позволил ему окончить школу за полтора года, вместо положенных трёх.

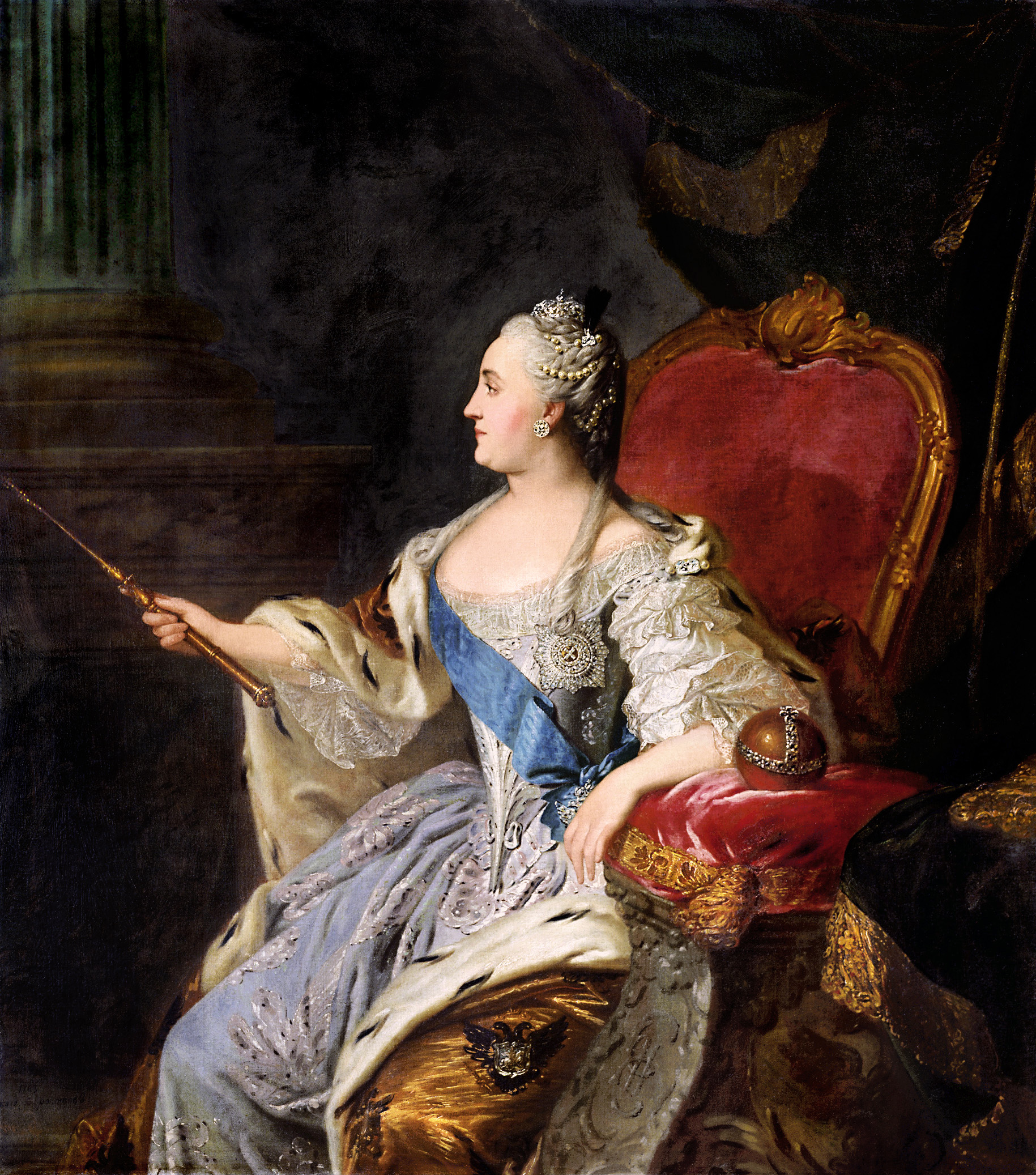
Екатерина II Великая

- 1762 г. 25 октября — Указом Екатерины II Артиллерийская и инженерная школа преобразована в Артиллерийский и инженерный шляхетский кадетский корпус. Первым директором АИШКК стал инженер-подполковник М. И. Мордвинов.
- 1775 г. — при АИШКК основана Греческая гимназия.
- 1792 г. — Греческая гимназия преобразована в Корпус чужестранных единоверцев, или Греческий кадетский корпус (закрыт Павлом I в 1796 году).
- 1783 г. — директором Артиллерийского и Инженерного шляхетского кадетского корпуса назначен генерал-майор П. И. Мелиссино.
- 1783 г. — Артиллерийский и Инженерный шляхетский корпус с позолоченной серебряной медалью окончил А. А. Аракчеев.
- 1797 г. — Артиллерийский и Инженерный шляхетский кадетский корпус оканчивает будущий основоположник ракетного дела в России генерал-лейтенант А. Д. Засядко. Это о нём император Александр I сказал: «Слава Богу, есть офицеры, которые служат из одной чести!»

### Второй кадетский корпус

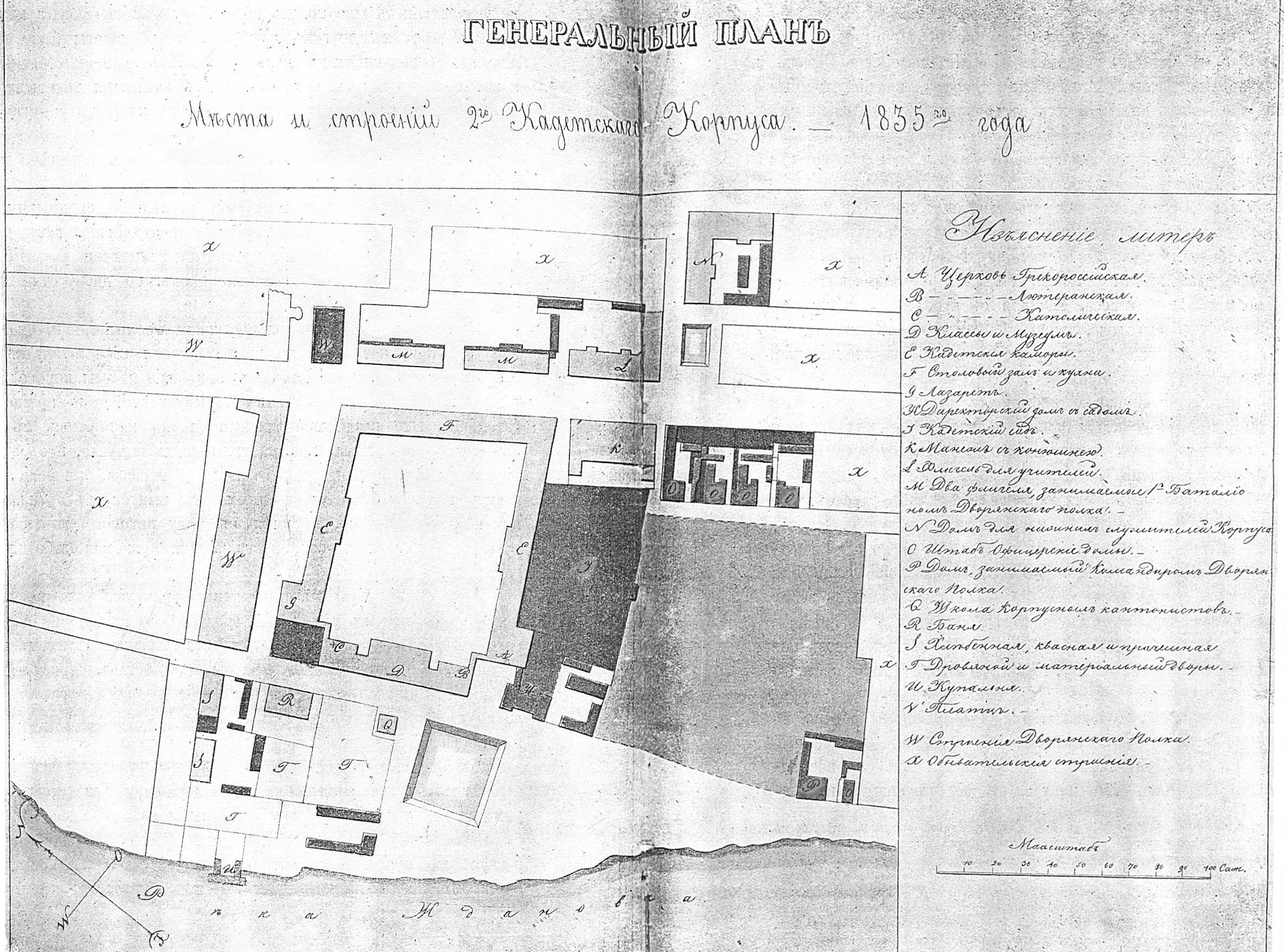
Генеральный план места и строений 2-го Кадетского Корпуса, 1835 год

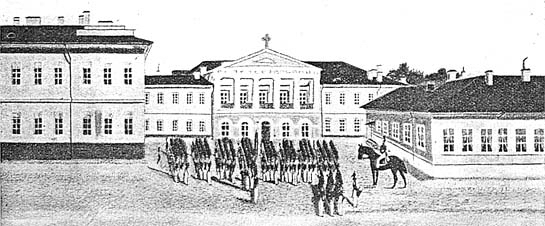
Батальон кадет 2-го кадетского корпуса со знаменем перед главным (позднее — церковным) подъездом здания корпуса, начало 1850-х годов

- 1800 г. 10 марта — Указ Павла I Об именовании Артиллерийского и инженерного кадетского корпуса 2-м Кадетским корпусом (2 КК).
- 1805 г. 21 марта — Александр I утверждает решение: 1-й и 2-й кадетские корпуса иметь как военно-учебные заведения для получения высшего военного образования (Численность кадетов 2КК − 1000 человек. Срок обучения 5 лет).
- 1807 г. 14 марта — создан Волонтерный (Волонтерский) корпус при 2 КК.
- 1808 г. — Волонтерский корпус переименован в Дворянский полк при 2-м кадетском корпусе.
- 1812 г. июнь-декабрь — воспитанники 2-го кадетского корпуса принимают активное участие в Отечественной войне 1812 года.
- 1825—1826 гг. — 36 воспитанников 2-го кадетского корпуса и Дворянского полка привлечены к следствию по делу об участии в тайных обществах декабристов.
- 1832 г. 1 января — Дворянский полк отделён от 2-го кадетского корпуса и стал самостоятельным военно-учебным заведением.
- 1850—1855 гг. — во 2-м кадетском корпусе учителем по предмету русской словесности с перерывами работает Н. Г. Чернышевский.
- 1861 г. — во 2-м кадетском корпусе физическую географию и химию преподаёт 27-летний магистр физики и химии Д. И. Менделеев.

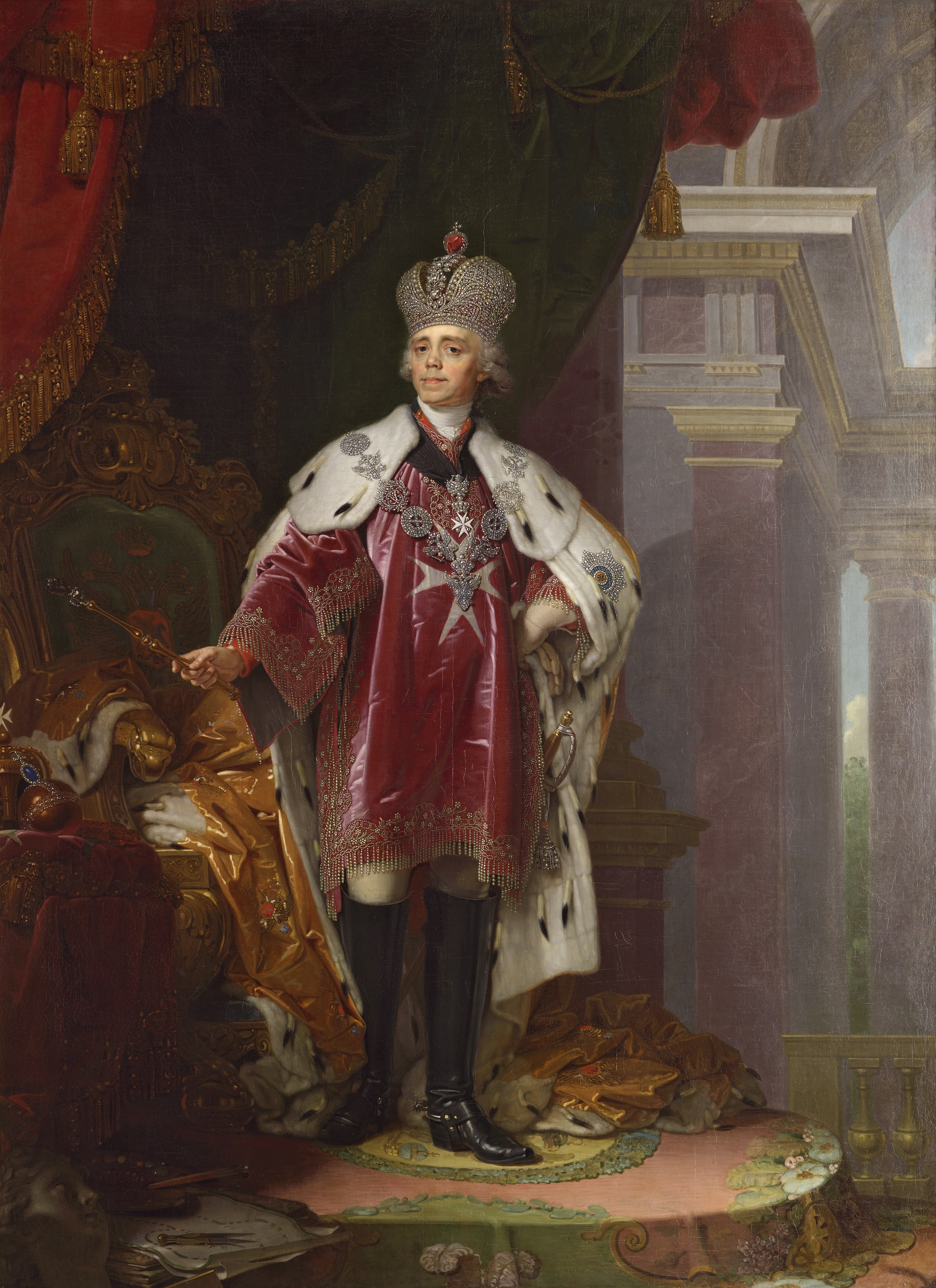
Павел I
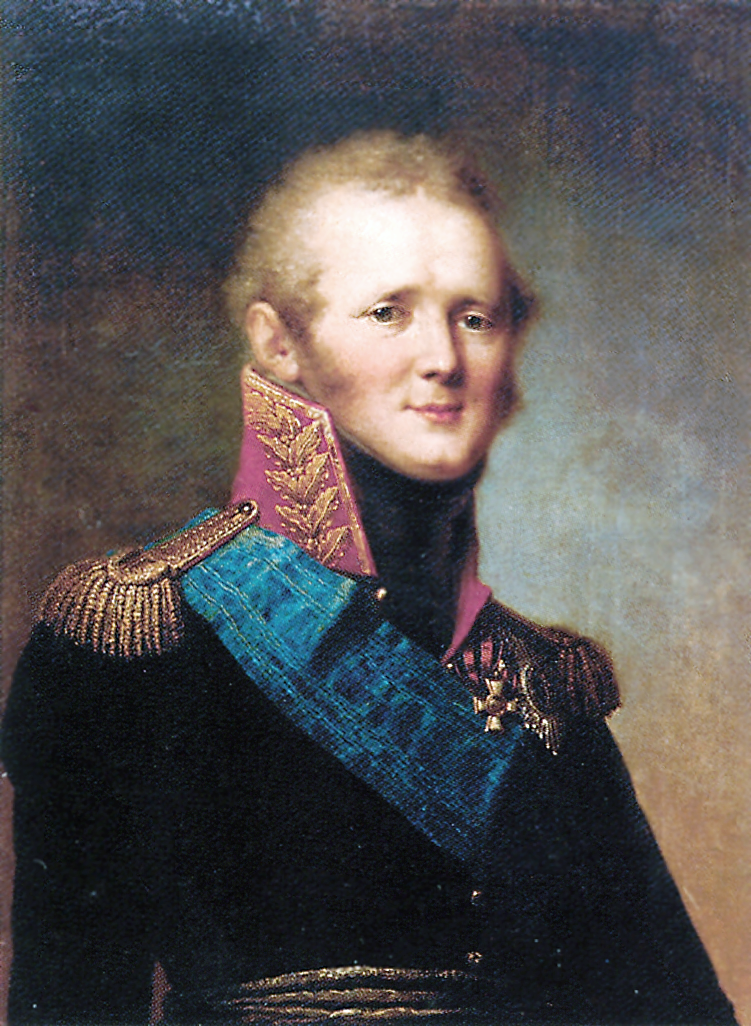
Александр I

- 1863 г. 17 мая — 2-й кадетский корпус реорганизован во 2-ю военную гимназию.
- 1865 г. — при 2-й военной гимназии созданы двухгодичные Высшие педагогические курсы с целью подготовки преподавателей для военных гимназий России.

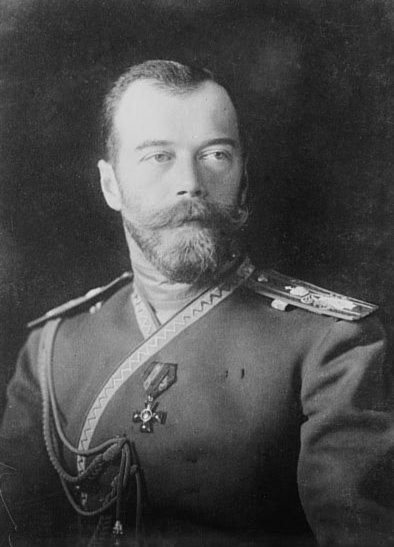
Николай II Александрович

- 1882 г. 22 июня — преобразование 2-й военной гимназии во 2-й кадетский корпус
- 1910 г. 31 января — император Николай II высочайше повелел: «Государь Император Высочайше повелеть соизволил отдать 2-му кадетскому корпусу старшинство со дня … 16 января 1712 г.»
- 1912 г. 16 января — Высочайшим приказом по Военному ведомству «За долголетнюю и плодотворную деятельность» 2-му кадетскому корпусу было присвоено имя Императора Петра Великого (2-й кадетский Императора Петра Великого корпус). 2КК исполнилось 200 лет.
- 1918 г. февраль — в зданиях 2-го кадетского корпуса размещены 4-е Советские Петроградские пехотные курсы

### Ленинградская военно-воздушная академия
3 марта 1941 года изданы приказы Народного комиссара обороны СССР о формировании Ленинградской военно-воздушной академии на базе Ленинградского института инженеров Гражданского воздушного флота. В составе академии было создано три факультета: инженерный (1000 чел), спецоборудования (500 чел) и аэродромного строительства (600 чел). В составе факультетов учреждались 29 кафедр: теории авиадвигателей, конструкции авиадвигателей, аэродинамики, конструкции и прочности самолётов, технологии и ремонта, авиационного материаловедения, технической эксплуатации самолётов и моторов, электрооборудования самолётов, авиационной радиотехники, электротехники и электрических машин, аэронавигационного оборудования, аэродромов, строительного искусства, инженерных конструкций, фортификации, доцентура гидравлики, доцентура геодезии, основ марксизма-ленинизма, тактики, химического вооружения, стрелково-пушечного вооружения, физкультуры, высшей математики, физики, химии, строительной механики (сопротивления материалов), иностранных языков, графики (кафедра методов изображений — с марта по июль 1941 г.), деталей машин и теории машин и механизмов. Срок обучения устанавливался в 3 года.
- 1941 г. 30 июня — в соответствии с директивой Управления ВУЗ КА № 47867 академия перешла на учебные планы со сроком обучения два года.
- 1941 г. 24 июля — получена директива Генерального штаба КА № ОРГ/1/538100сс об эвакуации академии в столицу Марийской АССР г. Йошкар-Олу. 1-4 августа академия эвакуирована.
- 1941—1945 гг. — в учебных корпусах и зданиях курсов (зданиях 2-го и Павловского кадетских корпусов) располагались военный госпиталь, армейские склады имущества и воинские части.
- 1942 г. 3 февраля — в соответствии с директивой Командующего ВВС академия перешла на учебные планы со сроком обучения 3 года.
- 1942 г. 18 июня — в соответствии с постановлением СНК СССР академия перешла на учебные планы мирного времени со сроком обучения 4,5 года с защитой дипломных проектов и сдачей государственных экзаменов.
- 1942 г. 17-20 декабря — в академии проведена Всесоюзная 1-я научно-техническая конференция (НТК).
- 1943 г. 25 января — в академии состоялась первая защита диссертации на соискание ученой степени доктора технических наук старшим преподавателем А. П. Мельниковым.
- 1943 г. 15 февраля — в соответствии с приказом НКО СССР в академии сформированы курсы усовершенствования преподавателей для училищ.
- 1943 г. 19-22 декабря — в академии состоялась 2-я Всесоюзная научно-техническая конференция.
- 1944 г. 3 января — приказом Главнокомандующего ВВС КА № 4 по результатам строевой и физической подготовки за 1944 год академии присуждено первое место среди академий ВВС РККА.
- 1944 г. 27 апреля — постановление Президиума Верховного Совета СССР о вручении академии Боевого Знамени — символа воинской чести, доблести и славы.
- 1945 г. май — академия возвращается из эвакуации в Ленинград и располагается в зданиях и сооружениях бывшего 2-го кадетского корпуса.
- 1945 г. 9 июля — указом Президиума Верховного Совета СССР академия за выдающиеся успехи в подготовке высококвалифицированных авиационных кадров награждена орденом Красного Знамени.
- 1945 г. 2-5 декабря — в академии состоялась 3-я научно-техническая конференция.
- 1946 г. февраль — академия первая в системе вузов ВВС создала радиотехнический факультет.
- 1946 г. 20 февраля — в академии созданы факультеты: инженерный (1), электротехнический (2), радиотехнический (3), аэродромного строительства (4), адъюнктура и подготовительный курс.
- 1946 г. 6 августа — приказом Министра Вооружённых Сил СССР № 044 установлено с 1 сентября 1946 года для академии новое наименование — Ленинградская Краснознамённая военно-воздушная инженерная академия.
- 1946 г. 6 августа — в соответствии с приказом Министра Вооружённых Сил СССР № 044 академия с 1 сентября 1946 года перешла на учебные планы сроком обучения 5 лет и 8 месяцев: установлена численность адъюнктуры — 80 человек
- 1948 г. — академия перешла на новые учебные программы, значительно увеличено учебное время на изучение реактивной техники.
- 1949 г. 5 октября — приказом начальника академии создано Военно-научное общество (ВНО) слушателей. Введен в действие устав ВНО.
- 1949 г. — на основе кафедры электрооборудования самолётов создаётся кафедра авиационной автоматики и телемеханики.
- 1952 г. — на основе кафедры электрооборудования самолётов создаётся кафедра эксплуатации и ремонта электроспецоборудования.
- 1953 г. 7 декабря — в соответствии с приказом Главнокомандующего ВВС в академии создана кафедра атомного оружия.

#### Академия имени А. Ф. Можайского
19 марта 1955 года — приказом Министра обороны СССР № 42 к названию академии прибавляется имя Можайского. Отныне название вуза звучит так: Ленинградская Краснознамённая военно-воздушная инженерная академия имени А. Ф. Можайского (ЛКВВИА имени А. Ф. Можайского). 21 марта того года на территории академии открыт памятник выдающемуся русскому исследователю и изобретателю Александру Фёдоровичу Можайскому. На основе кафедры авиационной автоматики и телемеханики создаются кафедры: автоматического управления, инфракрасной техники и фотооборудования, систем управления, вычислительных машин военного применения. C 1959 года в академии начинают преподаваться предметы о космосе, о космической технике. В академии впервые проведён семинар по вопросам космонавтики. В 1960 году — директивой Министра обороны СССР от 11 апреля и приказом Главнокомандующего Ракетными войсками стратегического назначения от 24 апреля академия передана из Военно-воздушных сил в состав РВСН. В том же году в академии создан загородный учебный центр (ЗУЦ) в посёлке Лехтуси. 21 августа 1962 году, согласно директиве Главнокомандующего РВСН, в академии создан факультет заочного обучения.
- 1963 г. — на основе кафедры вычислительных машин военного применения создаются кафедры: автоматизации управления войсками и электронной вычислительной техники.
- 1967 г. 30 октября — впервые в мире осуществлена автоматическая стыковка космических аппаратов «Космос — 186» и «Космос — 188» с помощью бортового измерительного комплекса сближения, в создании которого принимали участие учёные академии.
- 1970 г. август — создана кафедра тактики, истории военного искусства и общевойсковой подготовки, с 1987 г. — кафедра тактики и общевойсковых дисциплин, с 1993 г. — кафедра управления войсками и тактики, с 1995 г. — кафедра общей тактики.
- 1972 г. 18 апреля — приказом Министра обороны СССР № 54 установлено новое наименование академии — Военная инженерная Краснознамённая академия имени А. Ф. Можайского.
- 1972 г. — из кафедры электронной вычислительной техники выделяется кафедра математического обеспечения.

#### Институт имени А. Ф. Можайского
- 1973 г. — преобразована в Военный инженерный Краснознамённый институт им. А. Ф. Можайского.
- 1981 г. — переподчинен начальнику Главного управления космических средств (ГУКОС) ГШ ВС СССР[10].

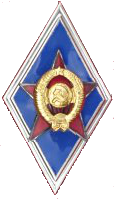
Нагрудный знак, ВС СССР, за окончание военно-учебного заведения — высших военных училищ и военных институтов

#### Военный инженерно-космический институт имени А. Ф. Можайского
25 февраля 1991 года к названию вуза добавлено слово космический. Отныне его название — Военный инженерно-космический Краснознамённый институт имени А. Ф. Можайского. 27 апреля 1993 году распоряжением Правительства Российской Федерации № 711P и приказом Министра обороны Российской Федерации № 241 от 7 мая 1993 года институт преобразован в Военную инженерно-космическую Краснознамённую академию имени А. Ф. Можайского (вуз вновь стал называться академией). В том же году начальником академии назначен генерал-лейтенант Кизим Леонид Денисович.

#### Военная инженерно-космическая академия имени А. Ф. Можайского
- 1994 г. 22 сентября — приказом Министра обороны Российской Федерации № 311 — день 16 января 1712 г. объявлен Днем создания Военной инженерно-космической Краснознамённой академии имени А. Ф. Можайского.
- 1995 г. 20—21 марта — в академии под руководством Генерального штаба Вооруженных Сил Российской Федерации при участии командования ВКС была проведена Всероссийская военно-научная конференция на тему «Роль и место Военно-космических сил в современных операциях Вооружённых Сил Российской Федерации».
- 1995 г. 22—27 августа — в Москве проходил второй Международный авиационно-космический салон (МАКС’95). Академия стала дипломантом МАКС’95.
- 1995 г. 10 декабря — указом президента Российской Федерации № 123 день 4 октября учреждён Днём Военно-космических сил.
- 1996 г. 1 апреля — в академии на базе поисковых отрядов Космос-1 и Космос-2 создан поисковый клуб «Космос».
- 1996 г. 11 апреля — распоряжением президента Российской Федерации № 1883 создан Военно-космический имени Петра Великого кадетский корпус.
- 1997 г. 19—24 августа — Академия-участница проходящего в Москве третьего Международный авиационно-космический салон МАКС’97.
- 1997 г. 6 ноября — приказом Министра обороны Российской Федерации № 397 определены меры реорганизации военно-учебных заведений Минобороны России. Предписано подготовить проект преобразования академии в Военный инженерно-космический Краснознамённый университет имени А. Ф. Можайского.
- 1998 г. 1 апреля — в академии открыт музей поискового клуба «Космос».

#### Военный инженерно-космический университет имени А. Ф. Можайского
- 1998 г. 29 августа — постановлением Правительства Российской Федерации № 1009 «О военных образовательных учреждениях профессионального образования Министерства обороны РФ» Военная инженерно-космическая Краснознамённая академия имени А. Ф. Можайского преобразована в Военный инженерно-космический университет имени А. Ф. Можайского, а 16 сентября вышел соответствующий приказ Министра обороны Российской Федерации № 417. Пушкинское высшее училище радиоэлектроники ПВО имени маршала авиации Е. Я. Савицкого стало филиалом Университета.

#### Военно-космическая академия имени А. Ф. Можайского
- 2002 г. ноябрь — в соответствии с распоряжением Правительства Российской Федерации от 11 ноября 2002 г. № 807 Военный инженерно-космический университет имени А. Ф. Можайского переименован в Государственное образовательное учреждение высшего профессионального образования «Военно-космическая академия имени А. Ф. Можайского».
- Пушкинский военный институт радиоэлектроники Космических войск имени маршала авиации Е. Я. Савицкого присоединен к Военно-космической академии имени А. Ф. Можайского в качестве структурного подразделения[11]. Позже расформирован.
- С 2006 года по 2011 год в Академию на правах филиала входил Военный институт (топографический) (б. Санкт-Петербургское высшее военно-топографическое командное училище имени генерала армии А. И. Антонова), затем как структурное подразделение (7-й факультет) Академии.
- С 2009 года по 5 февраля 2014 года в Академию на правах филиала входил Военный инженерный институт радиоэлектроники (г. Воронеж).
- 18 декабря 2010 года к Академии присоединён Московский военный институт радиоэлектроники Космических войск (Московская обл., Одинцовский р-н, п/о Кубинка-2) с последующим образованием на его основе обособленного структурного подразделения (распоряжение № 2327-р от 18.12.2010. Ликвидирован 01.12.2011.
- 5 февраля 2014 года Постановлением Правительства Российской Федерации Военный инженерный институт (г. Воронеж) был выведен из состава Военно-космической академии имени А. Ф. Можайского, став обособленным отдельным высшим учебным заведением и получив наименование Череповецкое высшее военное инженерное училище радиоэлектроники[12].
- В 2021 году академия награждена орденом Жукова[13].

## Структура академии
Начальник академии — кандидат технических наук, генерал-майор Нестечук Анатолий Николаевич

### Факультеты
- Факультет конструкций ракет-носителей и космических аппаратов (1 факультет)
Кафедры:
(11);
космические летательные аппараты и разгонные блоки (12);
конструкции ракет-носителей и ракетных двигателей(13);
стартовые и технические комплексы ракет и космических аппаратов (14);
криогенная техника и системы термостатирования ракет и космических аппаратов (15)
навигационно-баллистическое обеспечение космических средств и теории полёта летательных аппаратов (16).
- Факультет систем управления и вычислительной техники (2 факультет)
Кафедры:
автономных систем управления (21);
электрооборудования (22);
электротехники и электрических измерений (23);
электронной вычислительной техники (24);
математического обеспечения (25);
автоматизированных систем подготовки и пуска ракет и космических аппаратов (26);
автоматики и электроники (27);
моделирования и применения космических систем и комплексов (28);
- Факультет радиоэлектроники (3 факультет)
Кафедры:
передающих устройств (31)
приемных устройств (32)
оптико-электронных систем (33)
телеметрических систем (34)
космических средств радиоэлектронной борьбы (35)
цифровых устройств (36)
антенно-фидерных устройств (37)
- Факультет наземной космической инфраструктуры (4 факультет)
Кафедры:
инженерного обеспечения и маскировки (41)
специальных сооружений ракетно-космических комплексов (42)
систем жизнеобеспечения объектов наземной космической инфраструктуры (43)
электроснабжения объектов наземной космической инфраструктуры (44)
- Факультет сбора и обработки информации (5 факультет)
Кафедры:
оптико-электронные приборы и системы (51)
метеорология (52)
программное обеспечение вычислительной техники и автоматизированных систем, компьютерная безопасность (53)
криптография (54)
радиоэлектронные системы (55)
комплексные радиоэлектронные системы (56)
комплексного радиоэлектронного контроля (57)
- Факультет автоматизированных систем управления и связи (6 факультет)
Кафедры:
Метрологии и Эксплуатации АСУ (61)
автоматизированных систем управления космических аппаратов (62)
космической связи (63)
автоматизированых систем управления войсками (64)
автоматизированых систем обработки информации (65)

- Факультет конструкции летательных аппаратов (1 факультет)
Кафедры:
  1. контроля качества и испытаний вооружения, военной и специальной техники;
  2. космических аппаратов и средств межорбитальной транспортировки;
  3. конструкции ракет-носителей;
  4. стартовых и технических комплексов;
  5. заправочного оборудования;
  6. навигационно-баллистического обеспечения применения космических средств и теории полета летательных аппаратов.
- Факультет систем управления ракетно-космических комплексов (2 факультет)
Кафедры:
  1. автономных систем управления;
  2. бортового электрооборудования и энергетических систем летательных аппаратов;
  3. управления организационно-техническими системами космического назначения;
  4. бортовых информационных и измерительных комплексов;
  5. автоматизированных систем подготовки и пуска ракет космического назначения.
- Факультет радиоэлектронных систем космических комплексов (3 факультет)
Кафедры:
  1. передающих, антенно-фидерных устройств и средств СЕВ;
  2. космических радиотехнических систем;
  3. космической радиолокации и радионавигации;
  4. телеметрических систем и комплексной обработки информации;
  5. кафедра сетей и систем связи космических комплексов;
  6. приёмных устройств и радиоавтоматики.
- Факультет наземной космической инфраструктуры (4 факультет)
Кафедры:
  1. эксплуатация и проектирование зданий и сооружений;
  2. эксплуатация технических систем и систем жизнеобеспечения наземных и подземных сооружений РКК;
  3. теплогазоснабжение и вентиляция;
  4. эксплуатация средств электроснабжения объектов специального назначения.
- Факультет сбора и обработки информации (5 факультет)
Кафедры:
  1. оптико-электронных средств контроля;
  2. технологий и средств геофизического обеспечения войск;
  3. инженерного анализа;
  4. космического радиоэлектронного контроля.
- Факультет информационного обеспечения и вычислительной техники (6 факультет)
Кафедры:
  1. систем сбора и обработки информации (бывшая 53 кафедра);
  2. информационно-вычислительных систем и сетей (бывшая 24 кафедра);
  3. математического и программного обеспечения (бывшая 25 кафедра);
  4. комплексов и средств информационной безопасности (бывшая 35 кафедра);
  5. информационно-аналитической работы (бывшая 55 кафедра);
  6. предметно-методическая комиссия «Психологии и педагогики».
- Факультет топогеодезического обеспечения и картографии (7 факультет)
Кафедры:
  1. топогеодезического обеспечения;
  2. картографии;
  3. высшей геодезии;
  4. фототопографии фотограмметрии;
  5. метрологического обеспечения вооружения, военной и специальной техники (бывшая 61 кафедра).
- Факультет средств ракетно-космической обороны (8 факультет)
Кафедры:
  1. средств предупреждения о ракетном нападении;
  2. средств противоракетной обороны;
  3. средств контроля космического пространства;
  4. тактики частей и подразделений ракетно-космической обороны.
- Факультет автоматизированных систем управления войсками (9 факультет)
Кафедры:
  1. системного анализа и математического обеспечения АСУ (войсками);
  2. технологий и средств технического обеспечения и эксплуатации АСУ (войсками);
  3. технологий и средств комплексной обработки и передачи информации в АСУ (войсками);
  4. АСУ космических комплексов;
  5. АСУ противоракетной обороны.
- Специальный факультет (10 факультет)
Подготовка иностранных военнослужащих.
- Факультет переподготовки и повышения квалификации (11 факультет)
Переподготовка и повышение квалификации военнослужащих и гражданских специалистов МО РФ.
- Факультет среднего профессионального образования[14],[15]
Подготовка специалистов по избранной специальности с квалификацией «техник», срок обучения 3 года.

#### Список факультетов с 26 января 2016 года

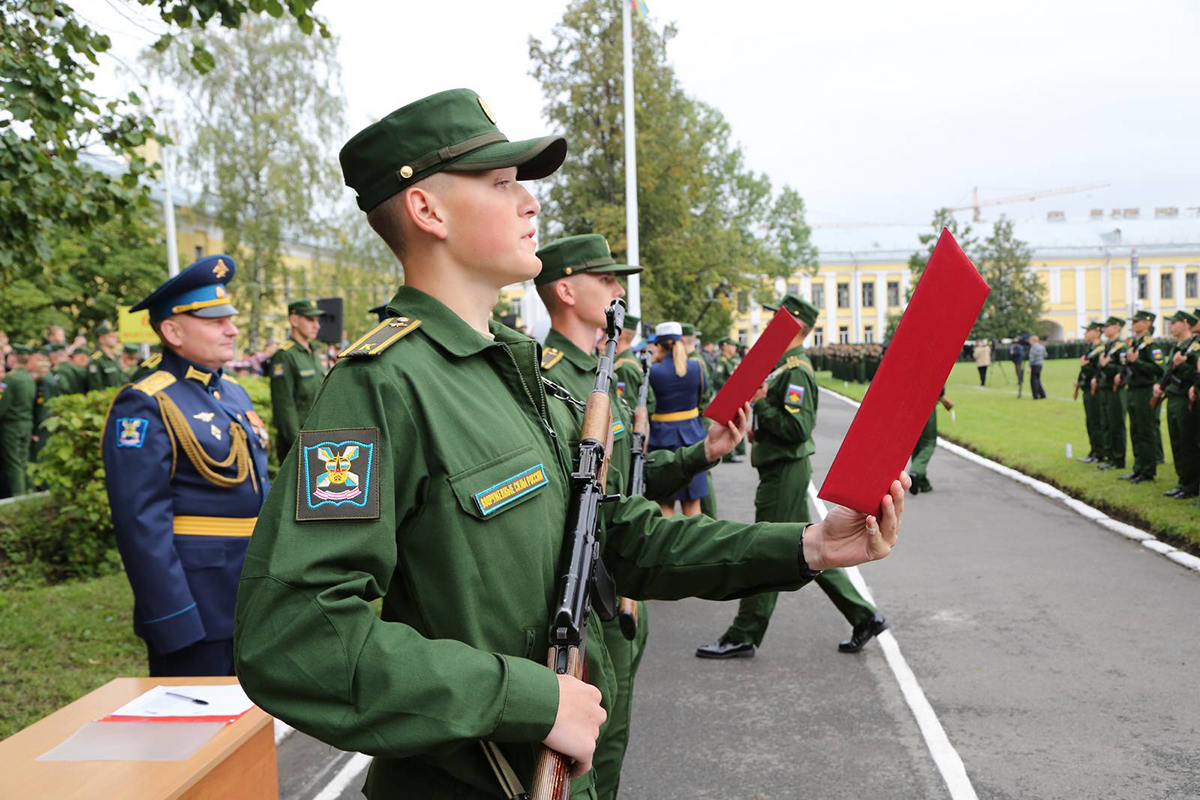
Присяга курсантов в 2018 году

- Факультет конструкции летательных аппаратов (1-й факультет)
Кафедры:
  1. контроля качества и испытаний вооружения, военной и специальной техники (11);
  2. космических аппаратов и средств межорбитальной транспортировки (12);
  3. конструкции ракет-носителей (13);
  4. стартовых и технических комплексов (14);
  5. заправочного оборудования (15);
  6. навигационно-баллистического обеспечения применения космических средств и теории полёта летательных аппаратов (16).
- Факультет систем управления ракетно-космических комплексов и информационно-технического обеспечения (2-й факультет)[16]
Кафедры:
  1. автономных систем управления (21);
  2. бортового электрооборудования и энергетических систем летательных аппаратов (22);
  3. управления организационно-техническими системами космического назначения (23);
  4. информационно-вычислительных систем и сетей (24);
  5. бортовых информационных и измерительных комплексов (25);
  6. автоматизированных систем подготовки и пуска ракет космического назначения (26);
  7. математического и программного обеспечения (27).
- Факультет радиоэлектронных систем космических комплексов (3-й факультет)
Кафедры:
  1. передающих, антенно-фидерных устройств и средств СЕВ (31);
  2. космических радиотехнических систем (32);
  3. космической радиолокации и радионавигации (33);
  4. телеметрических систем и комплексной обработки информации (34);
  5. кафедра сетей и систем связи космических комплексов (35);
  6. приёмных устройств и радиоавтоматики (36);
  7. комплексов и средств информационной безопасности (37).
- Факультет инженерного и электромеханического обеспечения (4-й факультет)[16]
Кафедры:
  1. эксплуатация и проектирование зданий и сооружений (41);
  2. эксплуатация технических систем и систем жизнеобеспечения наземных и подземных сооружений РКК (42);
  3. теплогазоснабжение и вентиляция (43);
  4. эксплуатация средств электроснабжения объектов специального назначения (44).
- Факультет сбора и обработки информации (5-й факультет)
Кафедры:
  1. оптико-электронных средств контроля (51);
  2. технологий и средств геофизического обеспечения войск (52);
  3. технических средств комплексного контроля ракетно-космических объектов (53);
  4. космического радиоэлектронного контроля (55).
- Факультет специальных информационных технологий (6 факультет)[16]

- Кафедры:

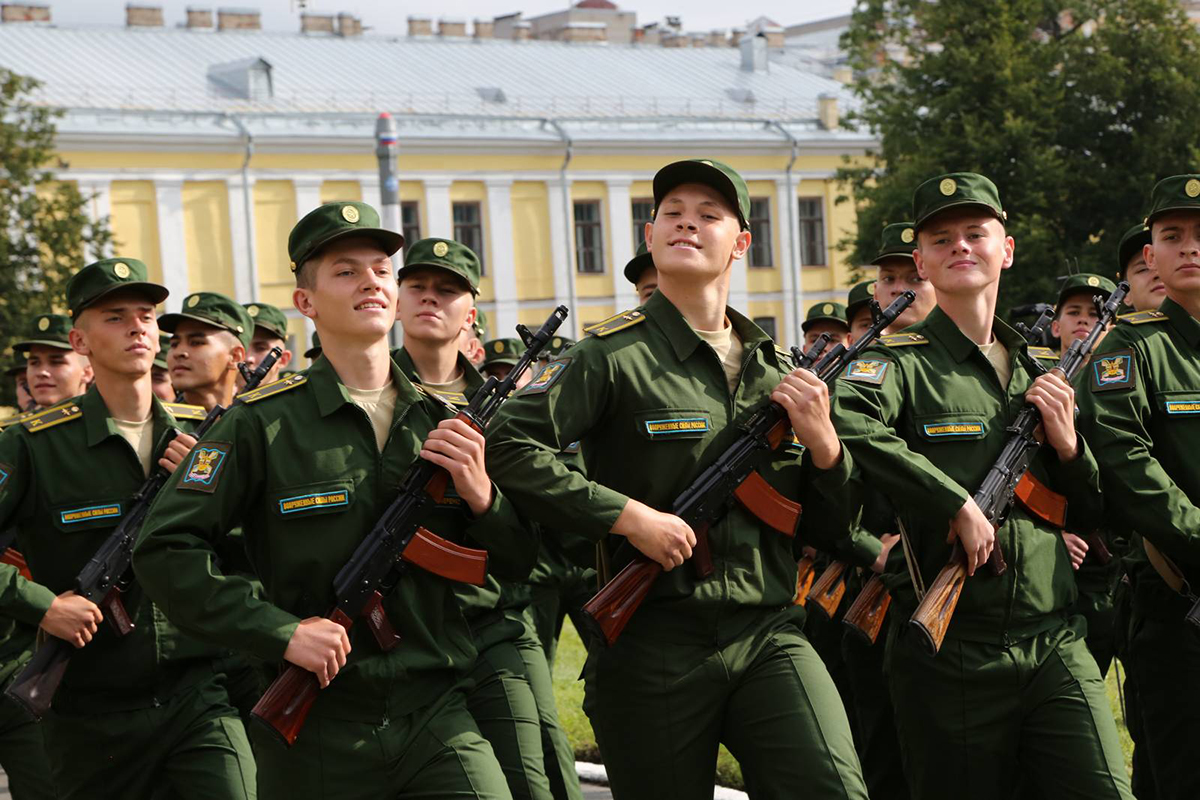
Присяга курсантов в 2018 году

  1. систем сбора и обработки информации (61);
  2. инженерного анализа (62);
  3. информационно-аналитической работы (65);
  4. предметно-методическая комиссия «Психологии и педагогики».
- Факультет топогеодезического обеспечения и картографии (7-й факультет)
Кафедры:
  1. топогеодезического обеспечения (71);
  2. картографии (72);
  3. высшей геодезии (73);
  4. фототопографии фотограмметрии (74).
- Факультет средств ракетно-космической обороны (8-й факультет)
Кафедры:
  1. средств предупреждения о ракетном нападении (81);
  2. средств противоракетной обороны (82);
  3. средств контроля космического пространства (83);
  4. тактики частей и подразделений ракетно-космической обороны (84).
- Факультет автоматизированных систем управления войсками (9-й факультет)

- Кафедры:

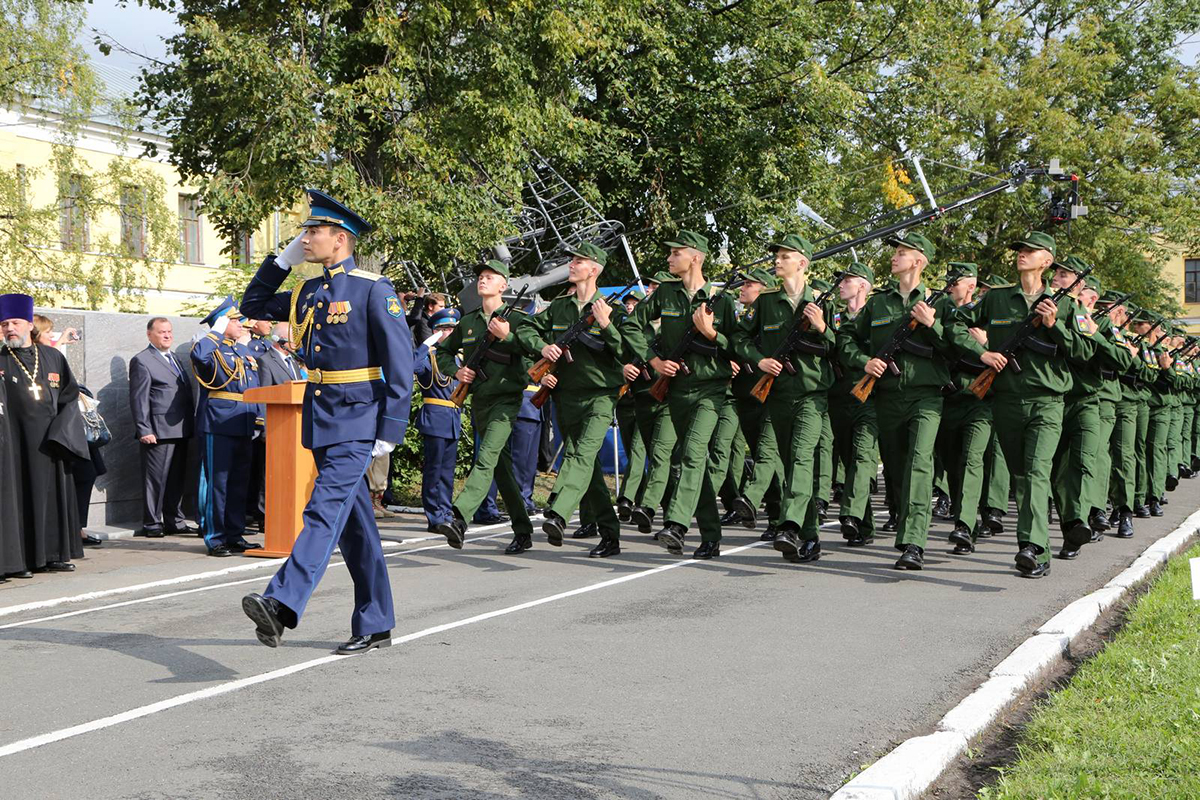
Присяга курсантов в 2018 году

  1. системного анализа и математического обеспечения АСУ (войсками) (91);
  2. технологий и средств технического обеспечения и эксплуатации АСУ (войсками) (92);
  3. технологий и средств комплексной обработки и передачи информации в АСУ (войсками) (93);
  4. АСУ космических комплексов (94);
  5. АСУ противоракетной обороны (95);
  6. метрологического обеспечения вооружения, военной и специальной техники (96).
- Специальный факультет (10-й факультет)
Подготовка иностранных военнослужащих.
- Факультет переподготовки и повышения квалификации (11-й факультет)
Переподготовка и повышение квалификации военнослужащих и гражданских специалистов МО РФ.
- Факультет среднего профессионального образования[16]
Подготовка специалистов по избранной специальности с квалификацией «техник», срок обучения 3 года.

## Начальники академии

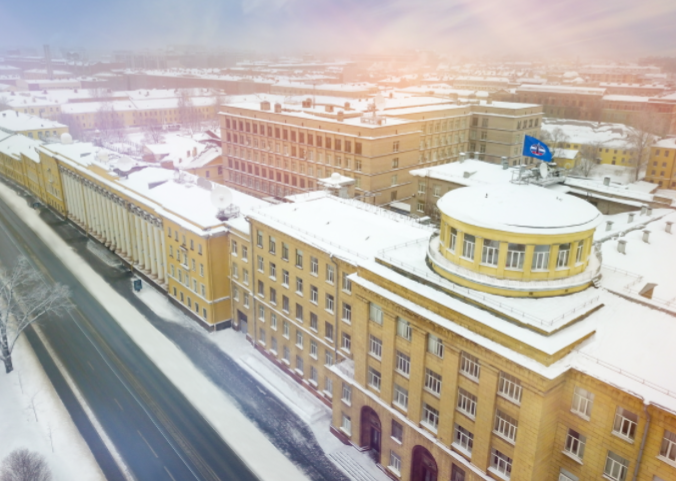
Военно-космическая академия имени А. Ф. Можайского

- Рейтор, свейский-майор, с 1712 года
- Мордвинов М. И., инженер-генерал, 1771—1783 гг.
- Мелиссино П. И., генерал от артиллерии, 1783—1797 гг.
- Корсаков А. И., артиллерии генерал-майор, 1797—1799 гг.
- Клейнмихель А. А., генерал-лейтенант, 1799—1800, 1804—1815 гг.
- Коновницын П. П., генерал от инфатерии, 1823—1826 гг.
- Голенищев-Кутузов П. В., генерал от кавалерии, 1826—1835 гг.
- Миркович Ф. Я., генерал от инфатерии, 1835—1840 гг.
- Бибиков А. И., генерал-аншеф, 1840—1849 гг.
- Путята Д. В., генерал-лейтенант, 1849—1855 гг.
- Шарапов А. Р., генерал-майор авиации, 1941—1946 гг.
- Родимов П. В., генерал-полковник, 1946—1969 гг.
- Васильев А. А., генерал-лейтенант, 1969—1973 гг.
- Березняк Н. И., генерал-лейтенант, 1974—1977 гг.
- Холопов А. И., генерал-полковник, 1977—1988 гг.
- Чичеватов Н. М., генерал-лейтенант, 1988—1993 гг.
- Кизим Л. Д., генерал-полковник, 1993—2001 гг.
- Ковалёв А. П., генерал-лейтенант, 2001—2007 гг.
- Фролов О. П., генерал-лейтенант, 2007—2009 гг.
- Суворов С. С., генерал-майор, 2009—2013 гг.
- Пеньков М. М., генерал-лейтенант, 2014—2022 гг.
- Нестечук А. Н., генерал-лейтенант с 2022[17]

## Известные выпускники
- См. Категория:Выпускники Военного инженерно-космического университета им. А. Ф. Можайского

## Известные преподаватели
- См. Категория: Преподаватели Военного инженерно-космического университета им. А. Ф. Можайского.